# Bahía de Tasmania
La bahía de Tasmania (en maorí: Te Tai-o-Aorere; oficialmente Tasman Bay / Te Tai-o-Aorere), originalmente conocida en inglés como Blind Bay, es una gran bahía en forma de V situada en el extremo norte de la Isla Sur de Nueva Zelanda. Situada en el centro de la costa norte de la isla, se extiende a lo largo de 120 kilómetros de costa y tiene 70 kilómetros de diámetro en su punto más ancho. Es un brazo del mar de Tasmania, situado en la entrada occidental del estrecho de Cook.
En el extremo occidental de la bahía, el terreno que la rodea es accidentado y densamente boscoso. Separation Point, el punto más occidental de la bahía, se encuentra en el parque nacional Abel Tasman y separa la bahía de Tasmania de su vecina más pequeña, Golden Bay. Hacia el este, el terreno también es escarpado, con los puntos más occidentales de los valles hundidos por el mar de los Marlborough Sounds. La isla D'Urville se encuentra al noreste del punto más oriental de la bahía de Tasmania. Arrow Rock está situada frente a la costa de Nelson.
El terreno entre estos dos extremos es más suavemente ondulado, y también incluye las llanuras costeras alrededor de la desembocadura del río Waimea en el punto más meridional de la bahía. Otros ríos que desembocan en el mar a lo largo de la costa de la bahía son el Riwaka, el Motueka y el Maitai. La larga y baja forma de Rabbit Island se encuentra cerca de la costa sur de la bahía. La bahía de Tasmania contiene la rara formación rocosa conocida como Boulder Bank.
La tierra fértil que rodea el centro de la costa de la bahía está muy cultivada y es conocida por sus cultivos hortícolas, como manzanas, kiwis, aceitunas, uvas y lúpulo. A mediados del siglo XX, la zona de la bahía de Tasmania producía grandes cosechas de tabaco. En Motueka hay un museo del tabaco. También es la parte más densamente poblada de la costa norte de la Isla del Sur, y varios pueblos y la ciudad de Nelson están situados cerca de la costa. Entre estos pueblos se encuentran Riwaka, Motueka, Māpua y Richmond.

## Historia
El nombre original del lugar, Blind Bay, fue dado por el capitán Cook en 1770. El nombre de la bahía se modificó oficialmente a bahía de Tasmania / Te Tai-o-Aorere en agosto de 2014.